# Boghislao XIII di Pomerania
Boghislao XIII di Pomerania, in tedesco Bogislaw, in polacco Bogusław (9 agosto 1544 – Stettino, 7 marzo 1606), fu duca di Pomerania dal 1603 fino alla sua morte.
Era figlio di Filippo I, duca di Pomerania-Wolgast (1515 – 1560) e della di lui consorte Maria di Sassonia (1515 – 1583).

## Biografia
All'età di quattordici anni iniziò gli studi all'Università di Greifswald. Qui nel 1559 fu nominato rettore per un anno. Dal 1567 fu 
correggente del ducato di Pomerania-Wolgast con i fratelli Ernesto Ludovico, Giovanni Federico e Barnim X, ma dal 1569 si rassegnò ad occuparsi dell'amministrazione del solo ducato di Barth e Rügenwalde. A Barth, nel 1582, fondò una tipografia il cui successo varcò presto i confini della regione: tra l'altro, nel 1588, la tipografia stampò in 1000 esemplari una versione della Bibbia in lingua basso-tedesca, detta Barther Bible
Nel 1587 conferì lo stato di città ad una piccola località denominata fin dal 1231 Rosetum sanctae Mariae, dal convento omonimo colà esistente, quindi Novum Campum (in lingua basso-tedesca Nyencampe), ribattezzandola Franzburg, rimastole fino ad ora, che secondo i suoi ambiziosi piani avrebbe dovuto competere con la città a lui ostile di Stralsund, ma che invece rimase solo una cittadina di provincia.
Dal 1603, con la morte del fratello Barnim X, succeduto all'altro fratello Giovanni Federico (†1600), il ducato di Pomerania-Stettino e quello di Pomerania-Barth furono unificati sotto Boghislao, al quale toccò il governo di entrambi secondo l'accordo di successione redatto a Jasenitz (quartiere di Police) nel 1569, la cui applicazione era stata determinata dall'assenza di eredi da parte dei suoi due fratelli. Boghislao governò fino alla sua morte, tuttavia risiedette in Barth, nominando governatore il suo primogenito Filippo II.
Morì a Stettino e la sua salma fu inumata nella chiesa del castello. Gli succedette il figlio Filippo II nel ducato di Pomerania-Stettino, mentre quello di Pomerania-Rügenwalde toccò ai figli.

## Matrimoni e discendenza
Boghislao III sposò in prime nozze Clara di Brunswick-Lüneburg (1550 – 1598), figlia di Francesco di Brunswick-Lüneburg principe di Gifhorn dalla quale ebbe 11 figli fra i quali:
- Filippo (1573 – 1618), che gli succedette come Filippo II di Pomerania nel governo del ducato Pomerania-Stettino e che sposò Sofia von Schleswig-Holstein-Sonderburg, dalla quale non ebbe figli;
- Clara Maria (1574 -1623)
- Francesco (1577 – 1620), che succedette al fratello Filippo nel governo del ducato di Pomerania-Stettino, e che sposò nel 1610 la principessa Sofia di Sassonia (1587 – 1635), dalla quale non ebbe figli; dal 1602 al 1617 fu anche vescovo evangelico di Cammin, subentrando allo zio paterno Casimiro;
- Boghislao (1580 – 1637), che divenne duca dell'intera Pomerania, riunendo i ducati di Pomerania-Rügenwalde e Pomerania-Stettino, e che sposò nel 1615 Elisabetta di Schleswig-Holstein-Sonderburg (1580 – 1653), dalla quale non ebbe figli; fu l'ultimo discendente maschio del casato dei Greifen e l'ultimo dei duchi di Pomerania;
- Giorgio II (1582 – 1617), governò con il fratello Boghislao il ducato di Pomerania-Rügenwalde fino alla sua morte; Giorgio rimase scapolo;
- Ulrico (1589 – 1622), ultimo discendente maschio, ottenne dapprima una pensione e dal 1617 il fratello Francesco gli lasciò il vescovado evangelico di Cammin; sposò Edvige di Brunswick-Lüneburg, dalla quale non ebbe figli;
- Anna di Pomerania (1590 – 1660), nota anche come Anna di Croy, avendo sposato il principe e duca di Croy, Ernesto (1583 – 1620), figlio di Filippo di Croy (1496 – 1549) e della sua seconda moglie Anna di Lorena (1522 – 1568).

Dopo la morte di Clara, Boghislao si risposò nel 1601 con Anna di Schleswig-Holstein-Sonderburg (1577 – 1616), figlia di Giovanni di Schleswig-Holstein-Sonderburg (1545 – 1622) e della di lui prima moglie Elisabetta di Brunswick-Grubenhagen, dalla quale non ebbe figli.

## Ascendenza
|                                          |                                           |                                                  | Genitori                                            |  |  | Nonni |  |  | Bisnonni                           |  |  | Trisnonni                               |  |
|                                          |                                           |                                                  |                                                     |  |  |       |  |  | Bogislaw X, VIII duca di Pomerania |  |  | Erich II, VII duca di Pomerania-Wolgast |  |
|                                          |                                           |                                                  |                                                     |  |  |       |  |  | Bogislaw X, VIII duca di Pomerania |  |  | Erich II, VII duca di Pomerania-Wolgast |  |
|                                          |                                           | duchessa Sophia von Pommern-Stolp                |                                                     |  |  |       |  |  | Bogislaw X, VIII duca di Pomerania |  |  |                                         |  |
| Georg I, IX duca di Pomerania            |                                           |                                                  |                                                     |  |  |       |  |  | Bogislaw X, VIII duca di Pomerania |  |  |                                         |  |
|                                          |                                           | principessa Anna Jagiellonka                     | Kazimierz IV, re di Polonia e granduca di Lituania  |  |  |       |  |  |                                    |  |  |                                         |  |
|                                          |                                           | principessa Anna Jagiellonka                     | Kazimierz IV, re di Polonia e granduca di Lituania  |  |  |       |  |  |                                    |  |  |                                         |  |
|                                          |                                           | principessa Anna Jagiellonka                     | principessa Elisabeth von Österreich                |  |  |       |  |  |                                    |  |  |                                         |  |
| Philipp I, I duca di Pomerania-Wolgast   |                                           | principessa Anna Jagiellonka                     |                                                     |  |  |       |  |  |                                    |  |  |                                         |  |
|                                          |                                           | Philipp, XXIX elettore e conte palatino del Reno | Ludwig IV, XXVII elettore e conte palatino del Reno |  |  |       |  |  |                                    |  |  |                                         |  |
|                                          |                                           | Philipp, XXIX elettore e conte palatino del Reno | Ludwig IV, XXVII elettore e conte palatino del Reno |  |  |       |  |  |                                    |  |  |                                         |  |
|                                          |                                           | Philipp, XXIX elettore e conte palatino del Reno | principessa Margherita di Savoia                    |  |  |       |  |  |                                    |  |  |                                         |  |
| principessa Amalie von der Pfalz         |                                           | Philipp, XXIX elettore e conte palatino del Reno |                                                     |  |  |       |  |  |                                    |  |  |                                         |  |
|                                          |                                           | principessa Margarete von Bayern-Landshut        | Ludwig IX, V duca di Baviera-Landshut               |  |  |       |  |  |                                    |  |  |                                         |  |
|                                          |                                           | principessa Margarete von Bayern-Landshut        | Ludwig IX, V duca di Baviera-Landshut               |  |  |       |  |  |                                    |  |  |                                         |  |
|                                          |                                           | principessa Margarete von Bayern-Landshut        | principessa Amalia von Sachsen                      |  |  |       |  |  |                                    |  |  |                                         |  |
| Bogislaw XIII, I duca di Pomerania-Barth |                                           | principessa Margarete von Bayern-Landshut        |                                                     |  |  |       |  |  |                                    |  |  |                                         |  |
|                                          | Ernst, VIII principe elettore di Sassonia | Friedrich II, VII principe elettore di Sassonia  |                                                     |  |  |       |  |  |                                    |  |  |                                         |  |
|                                          | Ernst, VIII principe elettore di Sassonia | Friedrich II, VII principe elettore di Sassonia  |                                                     |  |  |       |  |  |                                    |  |  |                                         |  |
|                                          | Ernst, VIII principe elettore di Sassonia | Margaretha von Österreich                        |                                                     |  |  |       |  |  |                                    |  |  |                                         |  |
| Johann, X principe elettore di Sassonia  | Ernst, VIII principe elettore di Sassonia |                                                  |                                                     |  |  |       |  |  |                                    |  |  |                                         |  |
|                                          |                                           | duchessa Elisabeth von Bayern-München            | Albrecht III, IV duca di Baviera-Monaco             |  |  |       |  |  |                                    |  |  |                                         |  |
|                                          |                                           | duchessa Elisabeth von Bayern-München            | Albrecht III, IV duca di Baviera-Monaco             |  |  |       |  |  |                                    |  |  |                                         |  |
|                                          |                                           | duchessa Elisabeth von Bayern-München            | duchessa Anna von Braunschweig-Grubenhagen          |  |  |       |  |  |                                    |  |  |                                         |  |
| principessa Maria von Sachsen            |                                           | duchessa Elisabeth von Bayern-München            |                                                     |  |  |       |  |  |                                    |  |  |                                         |  |
|                                          |                                           | Waldemar VI, IX principe di Anhalt-Köthen        | Georg I, II principe di Anhalt-Zerbst               |  |  |       |  |  |                                    |  |  |                                         |  |
|                                          |                                           | Waldemar VI, IX principe di Anhalt-Köthen        | Georg I, II principe di Anhalt-Zerbst               |  |  |       |  |  |                                    |  |  |                                         |  |
|                                          |                                           | Waldemar VI, IX principe di Anhalt-Köthen        | contessa Sophie von Hohnstein                       |  |  |       |  |  |                                    |  |  |                                         |  |
| principessa Margarete von Anhalt-Köthen  |                                           | Waldemar VI, IX principe di Anhalt-Köthen        |                                                     |  |  |       |  |  |                                    |  |  |                                         |  |
|                                          |                                           | contessa Margarete von Schwarzburg-Sondershausen | Günther XXXVI, conte di Schwarzburg-Sondershausen   |  |  |       |  |  |                                    |  |  |                                         |  |
|                                          |                                           | contessa Margarete von Schwarzburg-Sondershausen | Günther XXXVI, conte di Schwarzburg-Sondershausen   |  |  |       |  |  |                                    |  |  |                                         |  |
|                                          |                                           | contessa Margarete von Schwarzburg-Sondershausen | conte Margarethe von Henneberg-Schleusingen         |  |  |       |  |  |                                    |  |  |                                         |  |
|                                          |                                           | contessa Margarete von Schwarzburg-Sondershausen |                                                     |  |  |       |  |  |                                    |  |  |                                         |  |